# 4-tert-Butylbenzylalkohol
4-tert-Butylbenzylalkohol ist eine chemische Verbindung aus der Gruppe der Alkohole.

## Eigenschaften
4-tert-Butylbenzylalkohol ist eine farblose Flüssigkeit, die löslich in Ethanol und praktisch unlöslich in Wasser. ist.

## Verwendung
4-tert-Butylbenzylalkohol wird als Zwischenprodukt für organische Synthesen, Pharmazeutika, Agrochemikalien und Farbstoffe verwendet.